# Robertgurneya ilievecensis
Robertgurneya ilievecensis är en kräftdjursart som först beskrevs av Albert Monard 1935. Enligt Catalogue of Life ingår Robertgurneya ilievecensis i släktet Robertgurneya och familjen Diosaccidae, men enligt Dyntaxa är tillhörigheten istället släktet Robertgurneya och familjen Miraciidae. Arten är reproducerande i Sverige. Inga underarter finns listade i Catalogue of Life.